# Dai-Keong Lee
Dai-Keong Lee (Honolulu, 2 september 1915 – 1 december 2005) was een Chinees-Amerikaans componist.

## Levensloop
Lee studeerde eerst aan de Universiteit van Hawaï in Manoa en vervolgens aan de Princeton-universiteit in Princeton bij Roger Sessions, aan de Juilliard School of Music in New York bij Frederick Jacobi (1933–1936), aan de Columbia-universiteit, eveneens in New York, bij Otto Luening, waar hij in 1951 zijn Master of Arts behaalde. Verder studeerde hij bij Aaron Copland aan het Berkshire Music Center in Tanglewood (1941).
Hij leefde als freelance componist in New York. Als componist schreef hij werken voor orkest (symfonieën, suites, concerten), harmonieorkest, muziektheater (6 opera's, 1 ballet), vocale muziek (liederen en koorwerken) en kamermuziek. Zijn 2e Symfonie was genomineerd voor de Pulitzerprijs in muziek.

## Composities

### Werken voor orkest
- 1942 Introduction and Allegro, voor strijkorkest
- 1943 Prelude and Hula, voor orkest
- 1944 Essay, voor kamerorkest - later hernoemd in Golden Gate Overture en uitgebreid voor orkest
- 1944 Pacific Prayer
- 1945 Renascence, voor orkest
  1. Retrospect
  2. New horizons
- 1945/1947 Symfonie nr. 1
  1. Adagio con anima - Allegro con brio
  2. Andante espressivo
  3. Allegro animato
- 1947 Festival Ode, voor orkest
- 1948-1949 Symfonie nr. 2
- 1955 Peter and his magic flute a variation on a theme of Prokofieff, voor spreker en orkest - tekst: Elaine Navy
- 1957 Concert, voor viool en orkest
- 1958 Polynesian Suite
  1. Ori Tahitian - Tahitian Dance
  2. Hula
  3. Festival
- Folksong concerto, voor viool en orkest
- Hawaiian Festival Overture
- Overture in C
- Overture, voor kamerorkest
- Teahouse of the August Moon, symfonische suite

### Werken voor harmonieorkest
- 1947 Joyous Interlude
- 1947 Hawaii State, mars
- Prelude and Hula

### Muziektheater

#### Opera's
| Voltooid in | titel                                                               | aktes            | première                                                            | libretto              |
| ----------- | ------------------------------------------------------------------- | ---------------- | ------------------------------------------------------------------- | --------------------- |
| 1940        | The Poet's Dilemma                                                  | 1 akte, 2 scènes | 12 april 1940, New York, Juilliard School of Music                  | Daniel K. Freudenthal |
| 1950        | Open the Gates                                                      | 1 akte           | 22 februari 1951, Brooklyn, Off-Broadway Blackfriar's Theater Guild | Robert Payne          |
| 1952        | Phineas and the Nightingale                                         | 1 akte           | 1952                                                                |                       |
| 1956        | Speakeasy, ook bekend als Kitty and Harry                           | 1 akte           | 8 februari 1957, New York, Cooper Union                             | Robert Healey         |
| 1957        | 2 Knickerbocker Tales                                               |                  |                                                                     |                       |
| 1979        | The Ballad of Kitty the Barkeep; gereviseerde versie van: Speakeasy |                  |                                                                     |                       |

#### Musicals
- The Gold of their Bodies

#### Toneelmuziek
- 1941 Our sonata of love - tekst: Daniel K. Freudenthal
- 1953 Teahouse of the August Moon muziek voor een komedie - tekst: John Patrick, gebaseerd op een novel van Vern Sneider

### Vocale muziek

#### Werken voor koor
- 1946 East and West, voor gemengd koor
- 1947 Forgetfulness, voor gemengd koor
- 1947 October - November, voor gemengd koor
- 1952 Credo, voor vierstemmig mannenkoor (TTBB)
- 1952 On Journeys, voor vierstemmig mannenkoor (TTBB)
- 1970 Canticle of the Pacific, voor gemengd koor en orkest - tekst: vanuit "Saddharma Pundarika Sutra"

### Kamermuziek
- 1947 Strijkkwartet nr. 1
- 1950 Incantation and Dance, voor viool en piano

### Werken voor piano
- 1942 Three preludes
- 1948 Sonatina in three movements
- 1961 Six preludes